# Sróth Ödön
Sróth Ödön (Nagykároly, 1950. szeptember 18. –) erdélyi magyar költő.

## Életútja, munkássága
Nagykárolyban végezte középiskoláit, a temesvári Mezőgazdasági Főiskola Állattenyésztési Karán szerzett mérnöki diplomát 1974-ben. Dolgozott mezőgazdasági egységeknél Moldvában, majd Szatmár megye több községében (1974–79); szerkesztette a Szatmári Hírlap mezőgazdasági rovatát (1982-ig), majd ismét a mezőgazdaságban dolgozott Kaplonyban. 1990 óta a nagykárolyi tejporgyár mérnöke.
Versei, könyvismertetései a Szabad Szó, Igaz Szó, Utunk, Előre, Ifjúmunkás hasábjain jelentek meg. Szerepelt a Hangrobbanás (Temesvár, 1975), Lépcsők (Temesvár, 1977), Ötödik Évszak (Marosvásárhely, 1980), Fagyöngy (Székelyudvarhely, 1995) c. antológiákban.

## Kötetei
- Fényövezet (versek, Temesvár, 1981)
- Visszajelzések (versek, Orosháza, 1995)
- Ráhangolódás – Párizsi morzsák (iker-verseskönyv, Orosháza, 2003)
- Infinitivum; Róza & Julius, Orosháza, 2014
- Az álom műtőasztala; Róza & Julius, Orosháza, 2024